# Anders B. Nørgaard
Anders Børge Nørgaard (født 1. april 1905 på Frederiksberg, død 9. april 1984 smst.) var en dansk journalist og redaktør.
Anders Børge Nørgaard var ansat ved avisen Social-Demokraten, da han i slutningen af 1940'erne sammen med journalist Poul Dalgaard afslørede et forbrydernetværk, som lukrerede på sortbørshandel og andre kriminelle aktiviteter. Nørgaard kunne blandt andet afsløre, at sagen førte ind blandt politiets rækker, hvor flere betjente var involveret i korruption. Afsløringerne blev sendt som en artikelrække i avisen. Efterfølgende udsendte Nørgaard bogen Københavns Underverden (1953, genudgivet 2000), som indeholdt beretningen om, hvordan Nørgaard kom på sporet af sagen.
Anders Børge Nørgaard har udgivet flere bøger med kriminalreportager samt kriminalromanen Interpol jager falskmøntnerbanden (1973).
Nørgaard og Dalgaard fik i 1949 Cavling-prisen for deres afdækning af Edderkopsagen.